# Dessalinitzadora del Prat
La dessalinitzadora del Prat (ITAM del Llobregat o dessalinitzadora de la conca del Llobregat) és una de les dues instal·lacions de dessalinització que hi ha a Catalunya. Situada a la desembocadura del riu Llobregat i inaugurada el 20 de juliol de 2009, en aquell moment era la més gran d'Europa per abastiment urbà. Dona servei al 60% de la població de Catalunya, aconseguint a més que el sistema Ter-Llobregat no depengui exclusivament de l'aigua dels embassaments. La capacitat d'aquesta dessalinitzadora és de 200 milions de litres d'aigua al dia, equivalents a 60 hm³ d'aigua a l'any. El sistema que es fa servir és d'osmosi inversa i immissors submarins de 2.200 m de longitud. El cost energètic en aquesta planta és 5 vegades inferior al de les plantes de la dècada de 1980. L'índex de conversió és del 45%, és a dir, de cada 100 litres d'aigua de mar captada se n'obtenen 45 litres d'aigua dessalinitzada. Pot abastir fins a un 24% el consum d'aigua de l'àmbit metropolità.

## Descripció
La manca de cabals disponibles per a poder garantir de manera permanent l'abastament a més de 4,5 milions d'habitants, així com certs problemes de duresa i salinitat, especialment coincidents amb els episodis de major demanda i menor disponibilitat de recursos, van portar a construir aquesta planta dessalinitzadora d'aigua de mar, com a millor opció per incrementar simultàniament la quantitat i qualitat de l'aigua distribuïda, assolint així una major garantia de subministrament.
La dessalinitzadora del Llobregat és una instal·lació per a la transformació d'aigua marina en aigua dolça que permet incrementar la garantia i disponibilitat d'aigua potable, d'abastament urbà, a l'àrea metropolitana de Barcelona i a les comarques del Penedès, Baix Llobregat, Anoia, Garraf, els dos Vallesos i el Maresme. La dessalinitzadora del Baix Llobregat va entrar en servei l'estiu del 2009. Amb una capacitat de producció d'aigua potable de fins a 60 hectòmetres cúbics a l'any, és la més gran d'Europa per a abastament urbà. El seu cabal, de 200 milions de litres d'aigua al dia, garanteix el consum d'aigua potable en períodes de sequera, ja que l'abastament no depèn exclusivament dels recursos hídrics provinents dels embassaments i aqüífers del sistema Ter-Llobregat. Alhora, també ha contribuït a la recuperació i al manteniment del cabal ecològic del riu Ter.
Quant al consum domèstic, la dessalinitzadora del Baix Llobregat, juntament amb altres millores desenvolupades a les potabilitzadores d'Abrera i Sant Joan Despí, ha permès millorar la qualitat i el gust de l'aigua subministrada a l'àrea metropolitana i ha generat indirectament un benefici econòmic per a les llars gràcies als estalvis en consum d'aigua embotellada, reparació d'electrodomèstics, canonades, menys energia per escalfar l'aigua i menor utilització de detergents i d'equips individuals d'osmotització domèstics, etc. com a conseqüència d'una rebaixa de la duresa i salinitat de l'aigua.
L'aigua produïda a la dessalinitzadora s'impulsa fins al dipòsit de la Fontsanta, a Sant Joan Despí, al qual arriba mitjançant una canonada de 1,4m de diàmetre i 12 km, seguint un traçat paral·lel al riu Llobregat en gran part del seu recorregut.
Des d'aquest dipòsit l'aigua es distribueix a la xarxa d'abastament per al seu consum.

## Funcionament

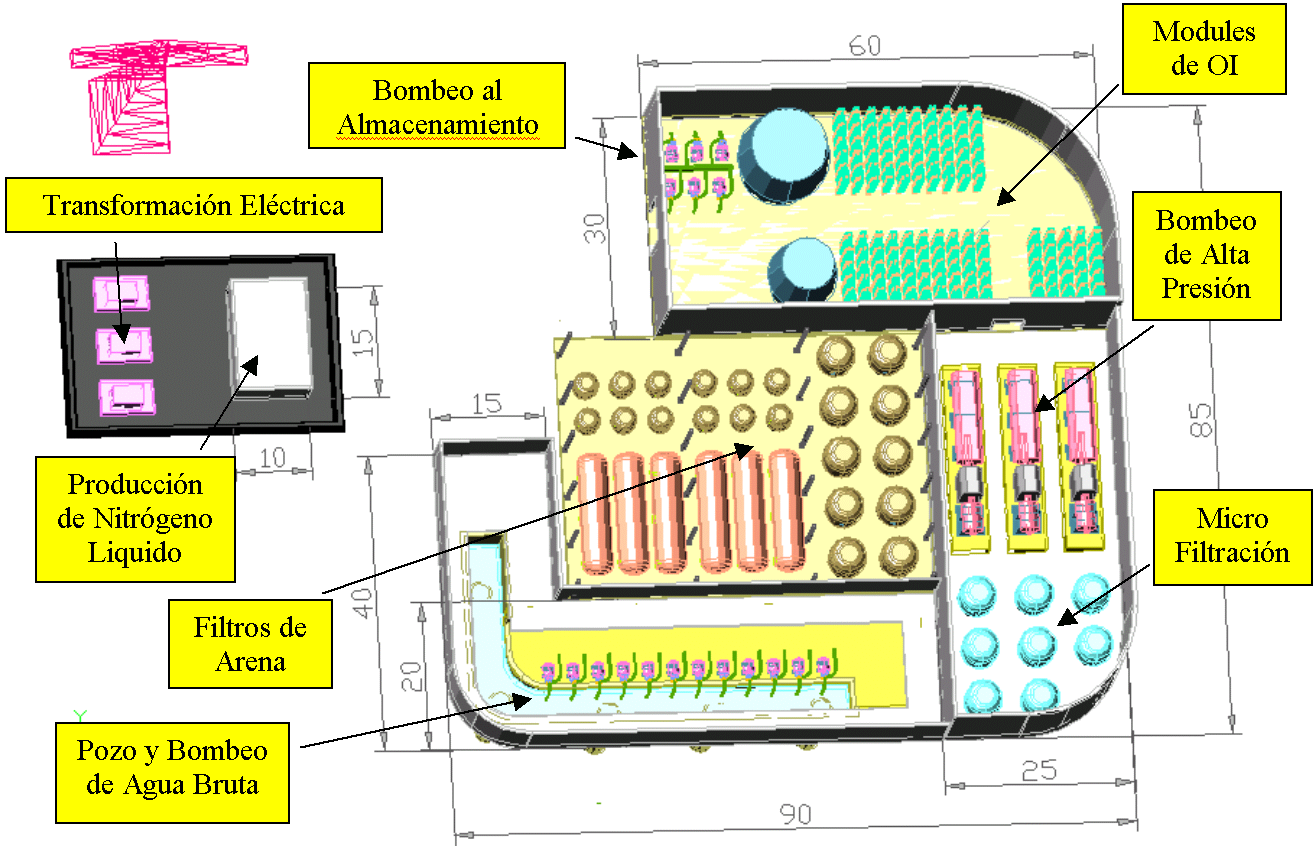
Components del disseny d'una planta de dessalinització per osmosi inversa.

Captació: l'aigua del mar es capta a 2,2 quilòmetres de la costa i a 30 metres de fondària. Arriba a la costa mitjançant dues canonades d'1,8 metres de diàmetre. Des d'allà, una estació de bombament impulsa l'aigua fins a la dessalinitzadora, mitjançant una canonada de 2 metres de diàmetre i 3 quilòmetres de longitud, que passa per sota del riu Llobregat.
Pretractament: l'aigua del mar s'ha de netejar d'impureses abans d'arribar a l'osmosi inversa. En una primera etapa de pretractament es fa una depuració per flotació. En deu tancs s'injecta aire pel fons i s'afegeixen diversos reactius per coagular la matèria en suspensió, fer-la surar i així poder-la retirar. En aquesta etapa, l'aigua es desinfecta amb diòxid de clor i hipoclorit sòdic.
Filtració: el cabal passa tot seguit a la primera filtració. Es tracta d'un conjunt de 20 filtres de sorra oberts, amb dues capes. La segona filtració es fa mitjançant 20 filtres de pressió també amb dues capes de sorra. La tercera filtració es desenvolupa mitjançant filtres de cartutx de 5 micres.
Osmosi inversa: el pas següent és l'entrada de l'aigua pretractada i filtrada al sistema d'osmosi inversa. Amb una pressió de 70 atmosferes s'impulsa cap a les membranes filtrants, que només deixaran passar l'aigua i no pas la sal ni la resta d'elements que encara contingui. Aquests filtres tenen una mida de pas d'una mil·lèsima de micra. La planta té 10 bastidors d'osmosi inversa, amb una capacitat unitària de 20.000 m³/dia.
Remineralització: l'aigua que surt d'aquest procés necessita ser remineralitzada per al consum. Això es fa amb llits de calcita i amb hidròxid sòdic. També es torna a desinfectar amb diòxid de clor.
Salmorres: el rendiment del sistema és del 45%. De cada 100 litres d'aigua de mar captada, 45 es converteixen en aigua potable i 55 es retornen al mar. L'aigua destinada al mar es barreja amb les salmorres resultants del procés de dessalinització. Aquest efluent surt de la planta a través d'un emissari submarí, que l'aboca a 3 quilòmetres mar endins, a 60 metres de profunditat. En els darrers 600 metres del tub hi ha, cada 50 metres, una boca amb quatre sortides, el que fa que hi hagi un total de 52 sortides. El retorn d'aquesta aigua no genera cap impacte negatiu en el medi marí perquè la salinitat és similar a la del mar.
El consum energètic d'aquesta instal·lació és de 3 kWh/m³, força baix gràcies a l'avançada tecnologia de la dessalinitzadora i als recuperadors d'energia.
La recuperació d'energia es fa mitjançant intercanviadors de pressió, el sistema més avançat que existeix actualment. Consisteix a aprofitar les 70 atmosferes de pressió que té el 55% de l'aigua que es fa passar per les membranes abans de retornar-la al mar. Aquesta pressió s'aprofita en un 97%.
A més, la calefacció, la refrigeració i l'aigua calenta sanitària que necessita la planta es produeix mitjançant energia solar tèrmica. Aprofitant les cobertes dels edificis, s'hi ha instal·lat un parc fotovoltaic amb una producció anual d'un milió de kWh.

## Pressupost
El pressupost total de les obres, inclosa la captació i les connexions amb la xarxa d'abastament, ha estat de 230 milions d'euros. La nova instal·lació ha comptat amb el finançament dels Fons de Cohesió (150 milions d'euros) i amb aportacions del Ministerio de Medio Ambiente, Medio Rural y Marino (13,4 milions).

## Impacte ambiental
Entre els beneficis ambientals de la posada en marxa de la dessalinitzadora hi ha la recuperació del litoral del Prat de Llobregat i de les platges del sud de Barcelona, reducció del risc d'eurotrofització del riu Llobregat i del litoral, reutilització de l'aigua, generació d'energia i aplicació agrícola dels fangs.
La Declaració d'impacte ambiental, segons la Resolució del 6 de juny de 2005, de la Secretaría General para la Prevención de la Contaminación y el Cambio Climático del Ministerio de Medio Ambiente, estableix una sèrie de mesures compensatòries associades a la construcció de la dessalinitzadora, que són les següents:
- Dipòsit de retenció de l'aigua residual del Canal de la Bunyola en episodis de pluges torrencials, que permetrà millorar la qualitat de la platja del Prat de Llobregat.
- Adquisició de terrenys de l'àmbit de la Zona d'especial protecció per a les aus (ZEPA), amb l'objecte de recuperar l'hàbitat natural de la zona. Es tracta de terrenys destinats a la protecció mediambiental.
- Rehabilitació de les instal·lacions de l'antiga Caserna de Carrabiners i de l'Edifici del Semàfor per a usos educatius amb el medi ambient. Es contempla la creació d'un centre de divulgació mediambiental de la zona, especialment per la difusió de la ZEPA.[4][3]

## Història
Fou inaugurat el 20 de juliol de 2009 i ha estat en funcionament des de llavors amb diversos alts i baixos quant a rendiment, sobretot a causa de la falta de necessitat real quan es compta amb nivells alts de reserva dels embassaments dels rius catalans fent poc viable la posada en marxa de les instal·lacions dessalinitzadores, a més, que per dificultats tècniques no és possible aturar en zero la planta degut al desgast per la sal dels circuits un cop no circula aigua. Posteriorment, es van trobar altres problemes tècnics que farien rebaixar el seu rendiment total fins al 70% a causa de deficiències en vàlvules i dipòsits.